# Gondwanatheria
Gondwanatheria é uma subordem de mamíferos primitivos, que possui esse nome porque viveram no antigo continente de Gondwana, que mais tarde se partiria para formar os continentes atuais da América do Sul, África, Índia, Zelândia, Oceania e Antártica. Fósseis de gondwanatérios foram encontrados na Patagonia, Madagascar, Índia e Antártica.
Esses pequenos mamíferos primitivos surgiram durante o período Cretáceo, em plena era dos dinossauros, sobreviveram à extinção que matou os gigantes e vieram a se extinguir no período Eoceno.
A presença desses animais na Antártica praticamente comprova que o continente tinha no passado um clima muito mais quente e agradável do que hoje.

## Classificação
Os gondwanatérios não são placentários, nem marsupiais, nem ao menos monotremados, eles formavam uma subordem própria.
- Ordem Gondwanatheria
  - Família Sudamericidae[3] Scillato-Yané e Pascual, 1984
    - Gênero Bharattherium Prasad, Verma, Sahni, Krause, Khosla e Pamar, 2007
      - Bharattherium bonapartei Prasad, Verma, Sahni, Krause, Khosla e Parmar, 2007 (Cretáceo Superior, Índia)

    - Gênero Dakshina Wilson, Das Sarma e Anantharaman, 2007
      - Dakshina jederi Wilson, Das Sarma e Anantharaman, 2007 (Cretáceo, Índia)

    - Gênero Gondwanatherium Bonaparte, 1986
      - Gondwanatherium patagonicum Bonaparte, 1986 (Cretáceo Superior, Argentina)

    - Gênero Lavanify Krause, Prasad, von Koenigswald, Sahni e Grine, 1997
      - Lavanify miolaka Krause, Prasad, von Koenigswald, Sahni e Grine, 1997 (Cretáceo Superior, Madagascar)

    - Gênero Sudamerica Scillato-Yané e Pascual, 1984
      - Sudamericana ameghinoi Scillato-Yané e Pascual, 1984 (Paleoceno Inferior, Argentina)

  - Família Ferugliotheriidae Bonaparte, 1986
    - Gênero Ferugliotherium Bonaparte, 1986
      - Ferugliotherium windhauseni Bonaparte, 1986 (Cretáceo Superior, Argentina)

A relação desse grupo com os outros mamíferos ainda é incerta. Já foi proposto que eles seriam parentes dos Multituberculata.